# たいまつの戦い
たいまつの戦い (トルコ語: Meşaleler Savaşı  英語: Battle of Torches) は、オスマン・サファヴィー戦争中の1583年5月に発生した戦闘。夜間にもつれこんで両軍がたいまつを掲げて戦ったことから、この名がついた。戦いはオスマン帝国軍の勝利に終わり、これ以降サファヴィー朝はダゲスタンとシルヴァンを奪回できず、戦争がオスマン陣営の決定的優位に傾く転機となった。

## 背景
サファヴィー朝の内紛に乗じて侵攻を始めたオスマン帝国は、瞬く間にコーカサスの大部分を征服した。オズデミオール・オスマン・パシャ（オズデミル・パシャの息子）が新征服地の長官に任じられ、カスピ海沿岸のデルベントに首府が置かれた。しかしオスマン軍がイスタンブルに帰ってしまうと、サファヴィー朝の将軍イマーム・クルが徐々に失地を回復し始めた。コーカサス防衛のため、1579年夏にオスマン帝国の属国クリミア・ハン国からアディル・ギレイ・ハン率いる援軍が駆け付けたが、サファヴィー軍に大敗を喫した。アディル・ギレイ・ハンは捕らえられてガズヴィーンに幽閉され、のち処刑された。この結果、オスマン・パシャは北コーカサスへの撤退を余儀なくされた。1582年、オスマン帝国はコーカサス再奪取を試みて、カッファの長官カフェル・パシャ率いる援軍第二陣を派遣した。

## 戦闘
1583年春、イマーム・クルは5万人のサファヴィー朝の強兵とジョージアの非正規兵を率いてコーカサス回復を再開した。1583年4月25日、最初の両軍の衝突ではオスマン軍が敗れた。そして5月9日、デルベント付近のバシュテペで、たいまつの戦いの火蓋が切られた。
オスマン側では、オスマン・パシャが中央に、カフェル・パシャが左翼に、そしてスィヴァスの長官ハイダル・パシャが右翼に陣取った。サファヴィー側は、イマーム・クルが中央、リュステム・ハンが左翼、Burhaneddinが左翼に布陣した。戦闘の一日目では決着がつかず、両軍は夜になってもたいまつを用いて戦闘を続けた。2日目は両軍とも休息をとり、戦闘は3日目（5月11日）に入った。この日にオスマン軍が大攻勢に出て成功し、戦いはオスマン軍の勝利に終わった。捕虜となったサファヴィー兵は3000人に上った。

## 戦後
勝利したオスマン帝国は、コーカサス全土の支配を取り戻し、その後も南方への侵攻を続けてタブリーズを占領したところで、両陣営は和平を結んだ。1590年のフェルハト・パシャ条約で、オスマン帝国はサファヴィー朝に対し、コーカサスと現在のアゼルバイジャン、西アーザルバーイジャーン州（イラン）にあたる地域の獲得を認めさせた。戦争はオスマン帝国の完勝に終わったが、この後の1603年に始まるオスマン・サファヴィー戦争において、オスマン帝国は征服地を失うことになる。